# Gyöngyi Szalayová
Gyöngyi Szalayová provdaná Gyöngyi Horváthová (24. března 1968 Tapolca, Maďarsko – 30. prosince 2017 Veszprém) byla maďarská sportovní šermířka, která se specializovala na šerm kordem. Maďarsko reprezentovala v devadesátých letech. Na olympijských hrách startovala v roce 1996 a 2000 v soutěži jednotlivkyň a družstev. V soutěži jednotlivkyň získala na olympijských hrách 1996 bronzovou olympijskou medaili. V roce 1995 obsadila druhé a v roce 1997, 1998 třetí místo na mistrovství světa a v roce 1991 obsadila třetí místo na mistrovství Evropy v soutěži jednotlivkyň. S maďarským družstvem kordistek získala celkem šest titulů mistryň světa (1989, 1991, 1993, 1995, 1997, 1999) a v roce 1991 vybojovala s družstvem titul mistryň Evropy.